# Betz (Rotte)
Der Ruisseau le Betz ist ein knapp fünf Kilometer langer linker Zufluss der Rotte im Département Moselle in der Region Grand Est.

## Geographie

### Verlauf
Der Ruisseau le Betz entspringt auf einer Höhe von etwa 270 m östlich der Ecke D20/Rue des Écoles am Nordostrand von Baronville. 
Er läuft zunächst in nordöstlicher Richtung und wird dabei wird von einer Reihe von kleinen Feldbächen gestärkt, welche ihm von beiden Seiten zufließen. Er unterquert nun die Gleisanlagen der Strecke Strasbourg-Metz, durchfließt danach den Étang de Mutche und mündet schließlich auf einer Höhe von etwa 247 m westlich von Harprich von links in die Rotte.
Der 4,89 km lange Lauf des Betz endet ungefähr 23 Höhenmeter unterhalb seiner Quelle, er hat somit ein mittleres Sohlgefälle von etwa 4,7 ‰.

### Einzugsgebiet
Das Einzugsgebiet des Betz wird über die Rotte, die Nied, die Saar, die Mosel und den Rhein zur Nordsee entwässert.
Es grenzt
- im Süden an das Einzugsgebiet des Ruisseau de Rode, der über die Petite Seille und die Seille in die Mosel entwässert;
- im Südwesten an das der Französischen Nied;
- im Westen an das des Gansbachs, der in die Rotte mündet und
- ansonsten, an das der Rotte.

Das Einzugsgebiet wird von landschaftlichen Nutzflächen dominiert.